# Amir Abdou
Amir Abdou (Marsiglia, 8 luglio 1972) è un allenatore di calcio francese naturalizzato comoriano, tecnico del Nouadhibou e commissario tecnico della nazionale mauritana.

## Carriera

### Allenatore
Allenatore delle Comore dal 2014, il 25 marzo 2021 grazie al pareggio per 0-0 contro il Togo ottiene il pass per la Coppa delle nazioni africane 2021, prima storica qualificazione nella storia della nazionale isolana.
Il 22 novembre 2020 viene nominato nuovo tecnico del Nouadhibou, incarico svolto parallelamente a quello di CT delle Comore. Al termine della stagione 2020-2021 vince il campionato mauritano, successo replicato nei due anni successivi.

## Palmarès

### Club

#### Competizioni nazionali
- Campionato mauritano: 3

Nouadhibou: 2020-2021, 2021-2022, 2022-2023